# Premier League Malti 2009-2010
L'edizione 2009-2010 della Premier League maltese (BOV Premier League per motivi di sponsorizzazione) è stata la novantacinquesima edizione della massima serie del campionato maltese di calcio. Il titolo di campione è stato conquistato dal Birkirkara.

## Squadre partecipanti
- Birkirkara
- Dingli Swallows
- Floriana
- Ħamrun Spartans - Ripescata
- Hibernians - Campione in carica

- Msida Saint-Joseph - Ripescata
- Qormi
- Sliema Wanderers
- Tarxien Rainbows
- Valletta

## Storia del campionato
Il torneo maltese 2009-2010 è iniziato con molti sconvolgimenti. La fine del torneo precedente aveva visto la retrocessione nella First Division di Ħamrun Spartans, ultimo nei playoff retrocessione, e Msida Saint-Joseph, sconfitta in uno spareggio dal Tarxien Rainbows. Dalla serie inferiore salivano Dingli Swallows e Vittoriosa Stars.

Dopo una sola giornata di campionato, la squadra del Vittoriosa Stars è stata retrocessa in First Division con effetto immediato causa un caso di corruzione. Un mese dopo subisce la stessa sorte il Marsaxlokk.

Anziché continuare il torneo con 8 squadre, il 17 settembre 2009 durante un'assemblea della lega viene deciso di ripescare Ħamrun Spartans e Msida Saint-Joseph, nonostante la retrocessione del campionato precedente.

## Classifica

### Prima fase
Dopo una prima fase di 18 partite, 9 di andata e 9 di ritorno, le prime 6 classificate sono inserite nella poule scudetto, le altre 4 finiscono nella poule retrocessione.

I punteggi delle squadre vengono dimezzati.
|  |     | Classifica 2009-2010 | Pt | G  | V  | N | P  | GF | GS | DR  | PT 2ª Fase |  |
|  | --- | -------------------- | -- | -- | -- | - | -- | -- | -- | --- | ---------- |  |
|  | 1.  | Valletta             | 40 | 18 | 12 | 4 | 2  | 45 | 15 | +30 | 20         |  |
|  | 2.  | Birkirkara           | 39 | 18 | 12 | 3 | 3  | 40 | 18 | +22 | 20         |  |
|  | 3.  | Qormi                | 35 | 18 | 11 | 2 | 5  | 37 | 22 | +15 | 18         |  |
|  | 4.  | Sliema Wanderers     | 29 | 18 | 9  | 2 | 7  | 29 | 21 | +8  | 15         |  |
|  | 5.  | Hibernians           | 27 | 18 | 7  | 6 | 5  | 31 | 28 | +3  | 14         |  |
|  | 6.  | Tarxien Rainbows     | 26 | 18 | 7  | 5 | 6  | 30 | 29 | +1  | 13         |  |
|  | 7.  | Floriana             | 23 | 18 | 6  | 5 | 7  | 23 | 35 | -13 | 12         |  |
|  | 8.  | Ħamrun Spartans      | 21 | 18 | 6  | 3 | 9  | 24 | 31 | -7  | 11         |  |
|  | 9.  | Msida Saint-Joseph   | 11 | 18 | 3  | 2 | 13 | 12 | 34 | -22 | 6          |  |
|  | 10. | Dingli Swallows      | 3  | 18 | 1  | 0 | 17 | 13 | 51 | -38 | 2          |  |

Classifica finale. Fonte rsssf.com.

### Poule scudetto
|                  |    | Classifica 2009-2010 | Pt | G  | V  | N | P  | GF | GS | DR  |  |
| ---------------- | -- | -------------------- | -- | -- | -- | - | -- | -- | -- | --- |  |
| Malta (bandiera) | 1. | Birkirkara           | 45 | 28 | 20 | 4 | 4  | 64 | 32 | +32 |  |
|                  | 2. | Valletta             | 44 | 28 | 20 | 4 | 4  | 71 | 25 | +46 |  |
|                  | 3. | Qormi                | 30 | 28 | 15 | 2 | 11 | 53 | 36 | +17 |  |
|                  | 4. | Sliema Wanderers     | 30 | 28 | 14 | 2 | 12 | 41 | 37 | +4  |  |
|                  | 5. | Tarxien Rainbows     | 23 | 28 | 10 | 6 | 12 | 41 | 50 | -9  |  |
|                  | 6. | Hibernians           | 17 | 28 | 8  | 6 | 14 | 40 | 51 | -11 |  |

### Poule retrocessione
|  |     | Classifica 2009-2010 | Pt | G  | V  | N | P  | GF | GS | DR  |  |
|  | --- | -------------------- | -- | -- | -- | - | -- | -- | -- | --- |  |
|  | 7.  | Floriana             | 25 | 24 | 10 | 6 | 8  | 35 | 41 | -6  |  |
|  | 8.  | Ħamrun Spartans      | 24 | 24 | 10 | 4 | 10 | 41 | 39 | 2   |  |
|  | 9.  | Msida Saint-Joseph   | 11 | 24 | 4  | 4 | 16 | 24 | 51 | -27 |  |
|  | 10. | Dingli Swallows      | 5  | 24 | 2  | 0 | 22 | 23 | 71 | -48 |  |

## Record
Relativi alla prima fase
- Maggior numero di vittorie:  Birkirkara,  Valletta (12)
- Minor numero di sconfitte:  Valletta (2)
- Migliore attacco:  Valletta (45 gol segnati)
- Miglior difesa:  Valletta (15 gol subiti)
- Miglior differenza reti:  Valletta (+30)
- Maggior numero di pareggi:  Hibernians (6)
- Minor numero di pareggi:  Dingli Swallows (0)
- Minor numero di vittorie:  Dingli Swallows (1)
- Maggior numero di sconfitte:  Dingli Swallows (17)
- Peggiore attacco:  Msida Saint-Joseph (12 gol segnati)
- Peggior difesa:  Dingli Swallows (51 gol subiti)
- Peggior differenza reti:  Dingli Swallows (-38)
- Partita con più reti:

 Qormi -  Floriana 6-2 (8)
 Tarxien Rainbows -  Valletta 2-6 (8)

## Verdetti finali
- Birkirkara Campione di Malta 2009-2010
- Birkirkara ammesso al 1º turno preliminare della UEFA Champions League 2010-11.
- Valletta e  Sliema Wanderers ammesse al 1º turno preliminare della UEFA Europa League 2010-11
- Msida Saint-Joseph e  Dingli Swallows retrocesse in First Division

## Classifica marcatori
| Gol |  |  | Giocatore                   | Squadra          |
| --- |  |  | --------------------------- | ---------------- |
| 24  |  |  | Camilo                      | Qormi            |
| 20  |  |  | Terence Scerri              | Valletta         |
| 17  |  |  | Ryan Darmanin               | Floriana         |
| 15  |  |  | Sylvano Comvalius           | Birkirkara       |
| 15  |  |  | Denni                       | Tarxien Rainbows |
| 15  |  |  | Marcelo Pereira             | Ħamrun Spartans  |
| 14  |  |  | Michael Galea               | Birkirkara       |
| 13  |  |  | Josef Okonkwo               | Dingli Swallows  |
| 13  |  |  | Jean-Pierre Mifsud Triganza | Sliema Wanderers |
| 12  |  |  | Trevor Cilia                | Birkirkara       |
| 12  |  |  | Alfred Effiong              | Qormi            |